# René Scheuer
René Scheuer (12 februari 1962) is een voormalig voetballer uit Luxemburg. Hij speelde als verdediger gedurende zijn carrière. Scheuer beëindigde zijn loopbaan in 1990 bij Red Boys Differdange.

## Interlandcarrière
Scheuer kwam in totaal dertien keer (geen doelpunt) uit voor de nationale ploeg van Luxemburg in de periode 1984-1989. Onder leiding van bondscoach Jef Vliers maakte hij zijn debuut op 13 oktober 1984 in de WK-kwalificatiewedstrijd tegen Frankrijk (0-4), net als collega-verdedigers Laurent Schonckert (Union Luxembourg) en Pierre Petry (Progrès Niedercorn). Zijn dertiende en laatste interland speelde Scheuer op 15 november 1989 in Sankt Gallen tegen Zwitserland (2-1).

## Erelijst
Red Boys Differdange
- Beker van Luxemburg

1985